# Teenage Zombies
Teenage Zombies è un film del 1959 diretto da Jerry Warren ed interpretato da Katherine Victor, Don Sullivan, Chuck Niles e l'allora moglie di Warren Bri Murphy.
Nonostante il titolo, nel film non compaiono affatto degli zombi.
Sebbene i titoli di coda includano una dichiarazione di copyright del 1957 per la G.B.M. Productions, il film non è mai stato registrato per copyright, rendendolo così di pubblico dominio.

## Trama
Mentre escono con la loro barca per fare dello sci d'acqua, quattro adolescenti - Regg, Skip, Julie e Pam - scoprono per caso un'isola apparentemente deserta. Mentre la esplorano vedono una donna misteriosa guidare un gruppo di persone apparentemente prive di volontà. I ragazzi si spaventano e vorrebbero fuggire solo che la barca utilizzata per arrivare fino all'isola è scomparsa. Non sapendo cosa fare bussano alla porta dell'unica casa nei paraggi e si ritrovano davanti proprio la donna di prima, che li rinchiude in una gabbia nei sotterranei, sorvegliati dal servitore Ivan.
Preoccupati della scomparsa degli amici con cui avevano un appuntamento, Morrie e Dotty avvisano lo sceriffo, il quale si mette a perlustrare 2.000 km2 d'acqua alla ricerca dei ragazzi. Poiché le ricerche dello sceriffo non portano a nulla, il giorno seguente i due ragazzi decidono di prendere una barca in prestito e di andare loro stessi in cerca degli amici. I due raggiungono così l'isola e bussano alla porta della casa della dottoressa Myra per chiederle se ha per caso visto i loro amici. La donna nega di aver visto qualcuno affermando anche di non ricevere mai visite; ma proprio mentre stanno lasciando l'isola, i due ragazzi vedono arrivare due uomini misteriosi a bordo di una barca. I due uomini, che si rivelano agenti al soldo di una potenza dell'Est, vengono condotti da Myra in laboratorio ed informati sullo stato dei suoi esperimenti: la donna è riuscita a realizzare un gas particolare che una volta inalato rende il soggetto privo di volontà ed obbediente in tutto e per tutto. Per dimostrare la sua efficacia su soggetti particolarmente pericolosi, la dottoressa esegue un test su un feroce gorilla rendendolo completamente inoffensivo. Loro intenzione è rilasciare il gas nelle riserve idriche degli Stati Uniti per assoggettare ai loro voleri l'intera popolazione.
Durante la notte, Regg e Skip riescono a fuggire, progettando di trovare un modo per lasciare l'isola e poi tornare a salvare le due ragazze. Non riuscendo a trovare la loro barca da nessuna parte i due ragazzi iniziano a costruire una zattera e poi fanno ritorno nella loro prigione intenzionati a completarla la notte seguente e poi fuggire via. Il mattino seguente Morrie e Dotty si recano a casa dello sceriffo informandolo dell'esistenza dell'isola e della presenza su di essa di una donna misteriosa. Condotto dai ragazzi sull'isola, lo sceriffo si scopre essere in combutta con Myra e che è stato lui a fornirle le vittime per i suoi esperimenti. Lo sceriffo però decide di trarsene fuori dai loschi progetti della donna finendo con l'essere ucciso da uno dei due agenti.
Myra usa poi Julie e Pam come cavie per il suo gas rendendolo prive di volontà. Regg e Skip fuggono dalla gabbia e dopo una violenta lotta con i due agenti cercano di convincere la dottoressa a curare le due ragazze. Al suo rifiuto di aiutarle, i ragazzi fanno inalare alla donna lo stesso gas nella speranza di poterle così ordinare di aiutarli. Myra resiste tuttavia agli ordini e un agente sotto minaccia di venire anche lui esposto al gas rivela ai ragazzi quello che pensa essere l'antidoto al gas. Temendo che la pozione possa essere in realtà un veleno, i giovani la fanno bere prima a Myra, la quale per vendetta distrugge l'antidoto gettando l'ampolla che lo contiene al suolo. Fortunatamente Skip aveva prelevato dell'antidoto e facendolo bere a Julie e Pam riesce a farle tornare normali. I ragazzi tentano poi la fuga ma sono fermati da un agente e da Ivan con i quali intraprendono una lotta. In loro aiuto giunge inaspettatamente il gorilla che, avendo riacquistata la ragione dopo aver leccato l'antidoto dal suolo, si avventa sugli scagnozzi di Myra e permette ai ragazzi di fuggire. I ragazzi trovano Myra che cerca di rubare la loro barca e riescono a catturarla per consegnarla alla polizia. Dopo essere tornati sani e salvi sulla terraferma e aver informato le autorità competenti, è implicito che i ragazzi riceveranno una ricompensa per aver sventato i piani della donna e che avranno un'udienza con il Presidente degli Stati Uniti.

## Produzione
Jerry Warren scrisse la sceneggiatura del film nel 1956 durante la sua luna di miele con l'attrice Brianne Murphy. La scrisse dietro lo pseudonimo di Jacques Lecoutier. In seguito lo storico del cinema Bill Warren scrisse: "Questo film orribile, plumbeo e deprimentemente scadente ha un aspetto insolito... è stato in realtà realizzato interamente da Jerry Warren."
L'attrice Katharine Victor ha detto che Warren l'ha "scoperta" quando si sono incontrati per caso mentre stava preparando Teenage Zombies nel 1957. È rimasta sorpresa dal fatto che lui non le abbia dato quasi nessun aiuto mentre stavano girando il film. Evan Hayworth (accreditato nel cast come Mitch Evans) ha detto di aver interpretato il gorilla indossando un costume economico preso a noleggio.
Il famoso disc jockey di Los Angeles Chuck Niles è apparso nel film nel ruolo di Ivan. In seguito a proposito della sua interpretazione disse "Camminanvo solamente come Frankenstein, tutto qui, senza battute e sono stato piuttosto bravo a farlo.....il film era semplicemente terribile".
Le musiche del film furono prese da Kronos, il conquistatore dell'universo.
Il film venne girato in soli cinque giorni nel 1957 a Salton Sea, in California. La casa in cui è stato girato apparteneva a J.L.D. Morrison, che nel film interpreta Brandt.

## Distribuzione

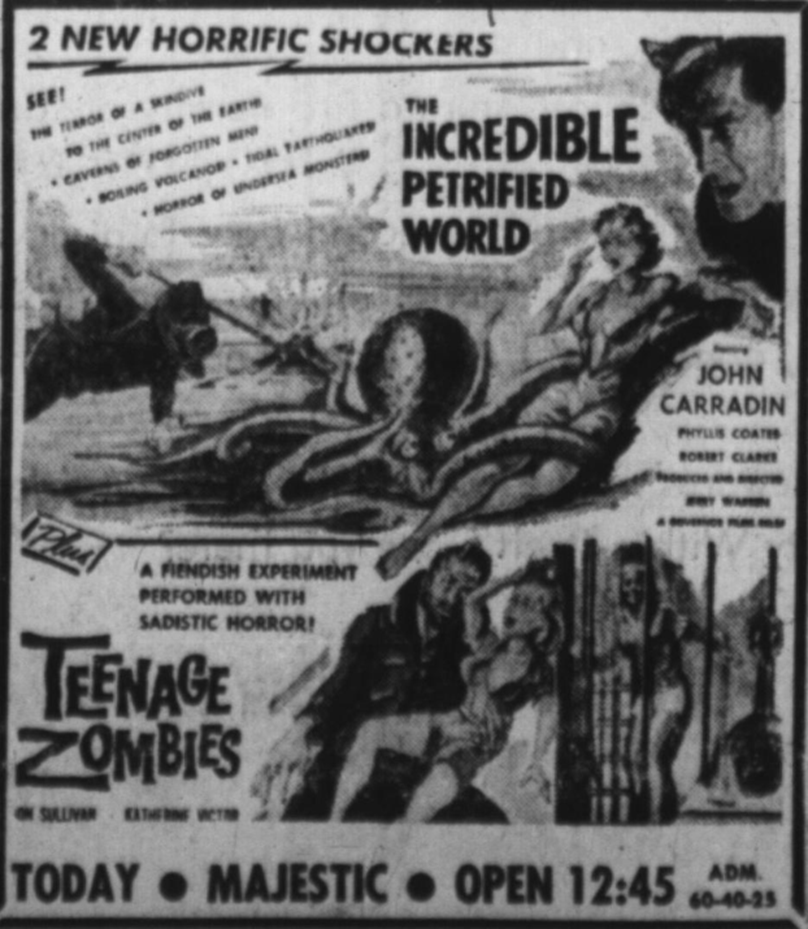
Pubblicità del 1959 per Teenage Zombies e The Incredible Petrified World

Bill Warren nel suo libro Keep Watching the Skies afferma che il film è uscito nel dicembre 1959 in doppia programmazione con The Incredible Petrified World, mentre l'American Film Institute afferma che il film è uscito nell'aprile 1960 contemporaneamente a The Incredible Petrified World.

## Critica
Nella sua recensione del film, il critico George Reis scrisse che "è spesso considerato uno dei peggiori film horror mai realizzati", che le "scenografie claustrofobiche [...] sembrano tutte girate nella casa di qualcuno" e che "la recitazione è spaventosa", ma osservò che "gli amanti dei film brutti troveranno qualcosa di abbastanza affascinante da portarli a visionarlo più volte; tutti gli altri lo considereranno solo spazzatura."
Il critico Nathaniel Thompson scrisse che "il fascino spazzatura di questo film è abbondante mentre snocciola pagine e pagine di dialoghi ridicoli, una colonna sonora goffamente assemblata con musica di repertorio di altri film di fantascienza degli anni '50 ed alcune interpretazioni eccessive". Scrisse inoltre che il film presentava "scenografie 'minimaliste' che verrebbero eliminate dalla maggior parte delle recite scolastiche."